# Martinice (Proseč)
Martinice je vesnice, část města Proseč v okrese Chrudim. Nachází se asi 2,5 km na jihozápad od Proseče. V roce 2009 zde bylo evidováno 54 adres. V roce 2001 zde trvale žilo 31 obyvatel.
Martinice leží v katastrálním území Martinice u Skutče o rozloze 4,52 km2.
Zdejším rodákem je architekt, sklářský výtvarník a pedagog Alois Metelák (1897-1980).

## Galerie

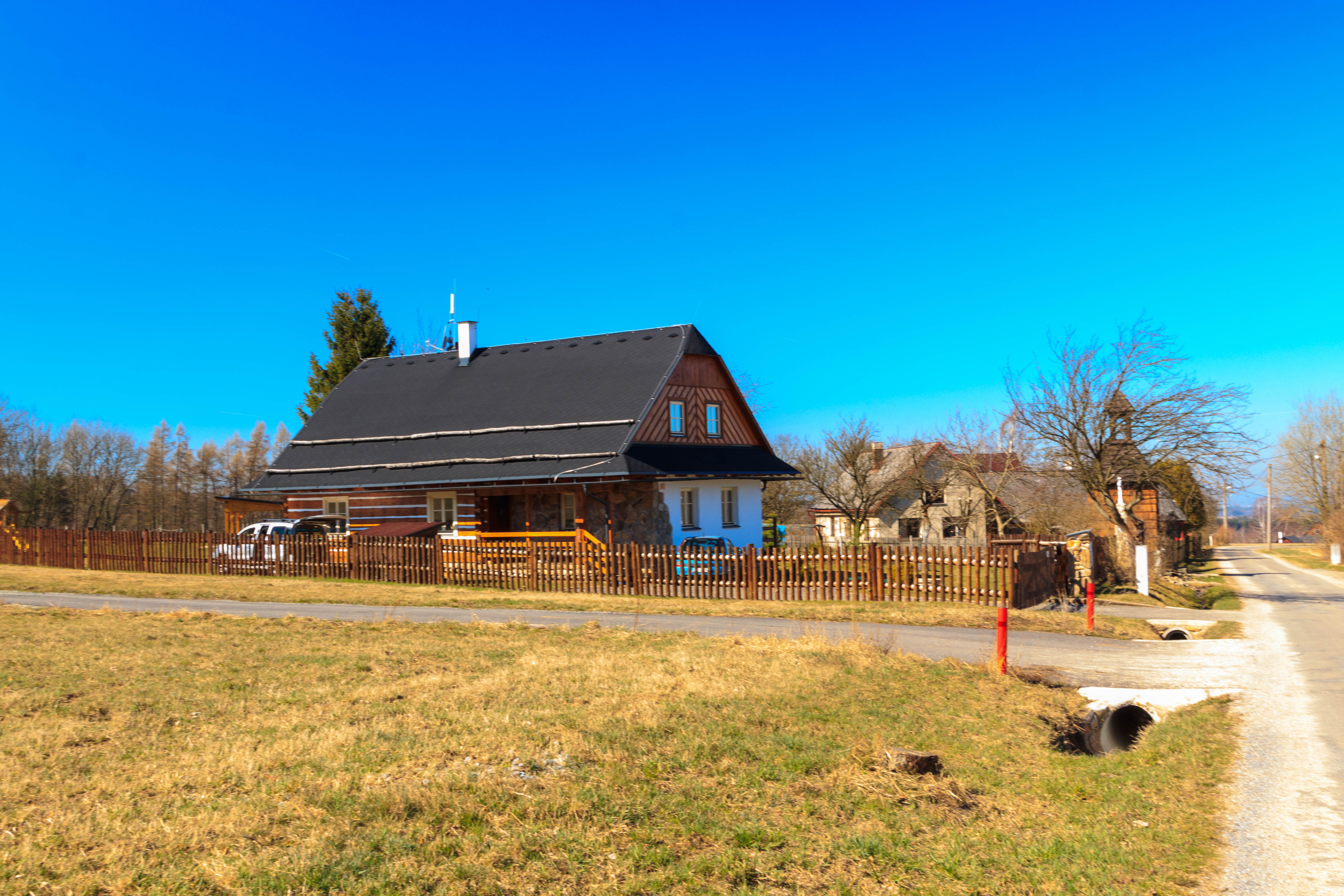
Martinice u Proseče - dům čp. 58
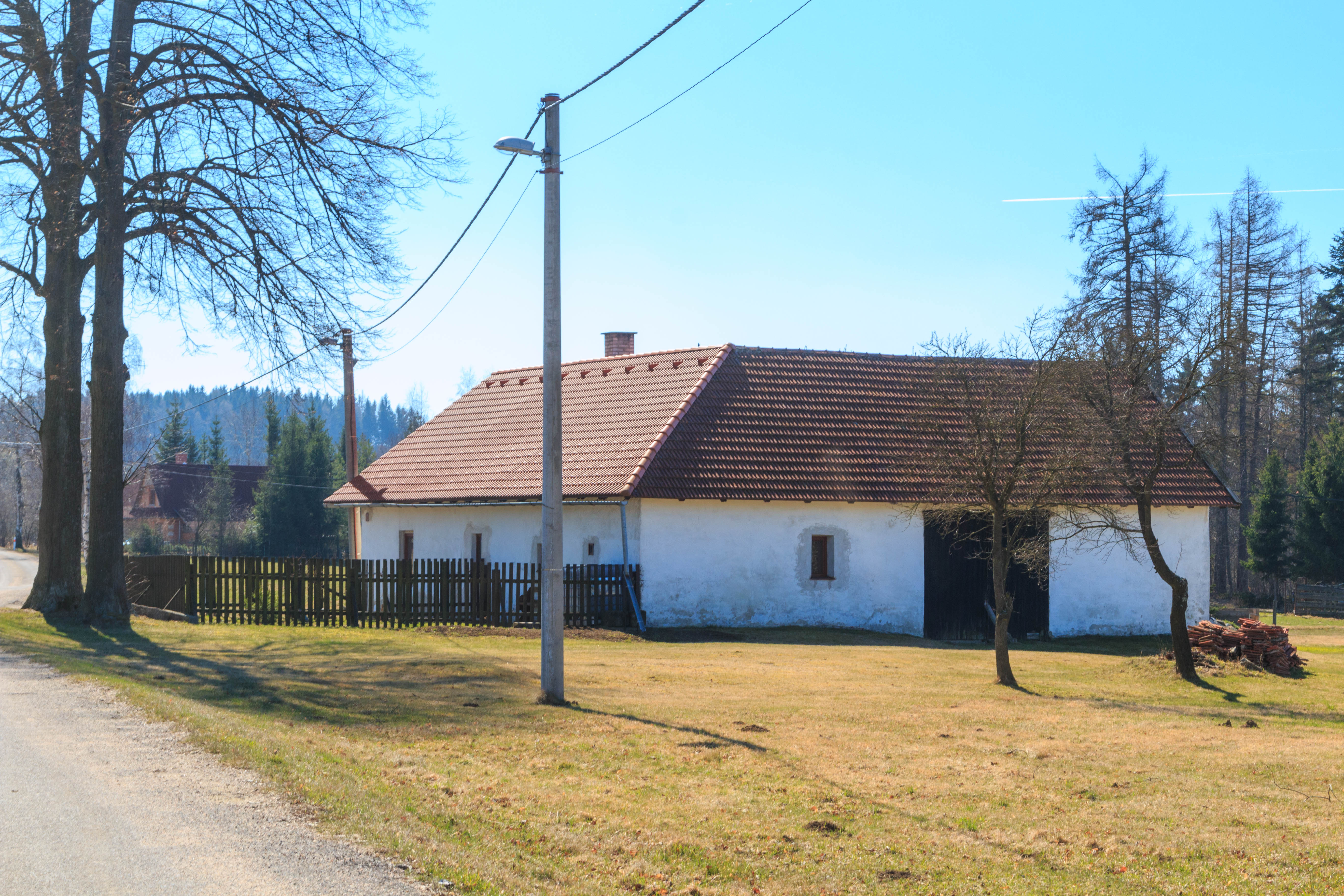
Martinice u Proseče - dům čp. 9
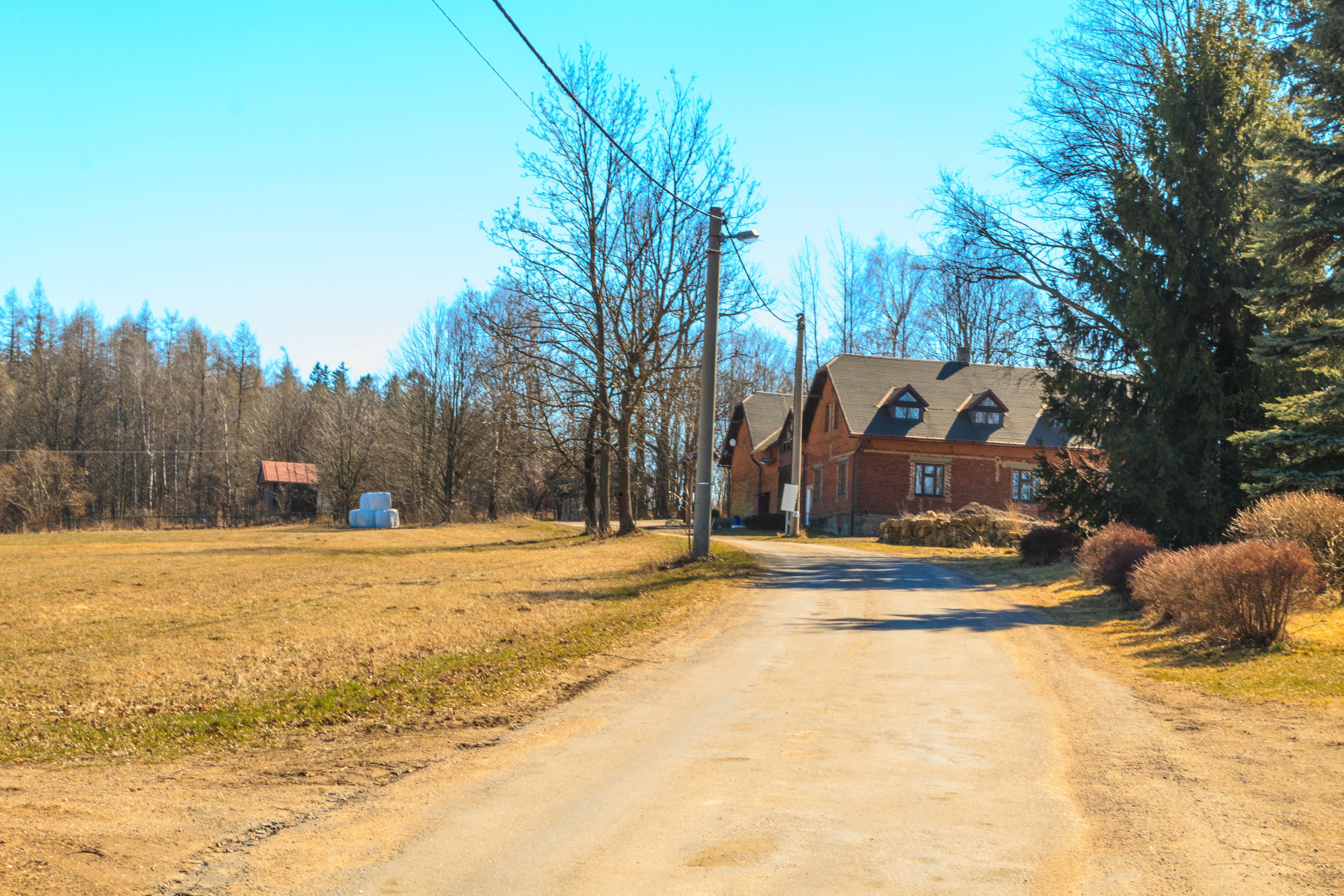
Martinice u Proseče - dům čp. 20
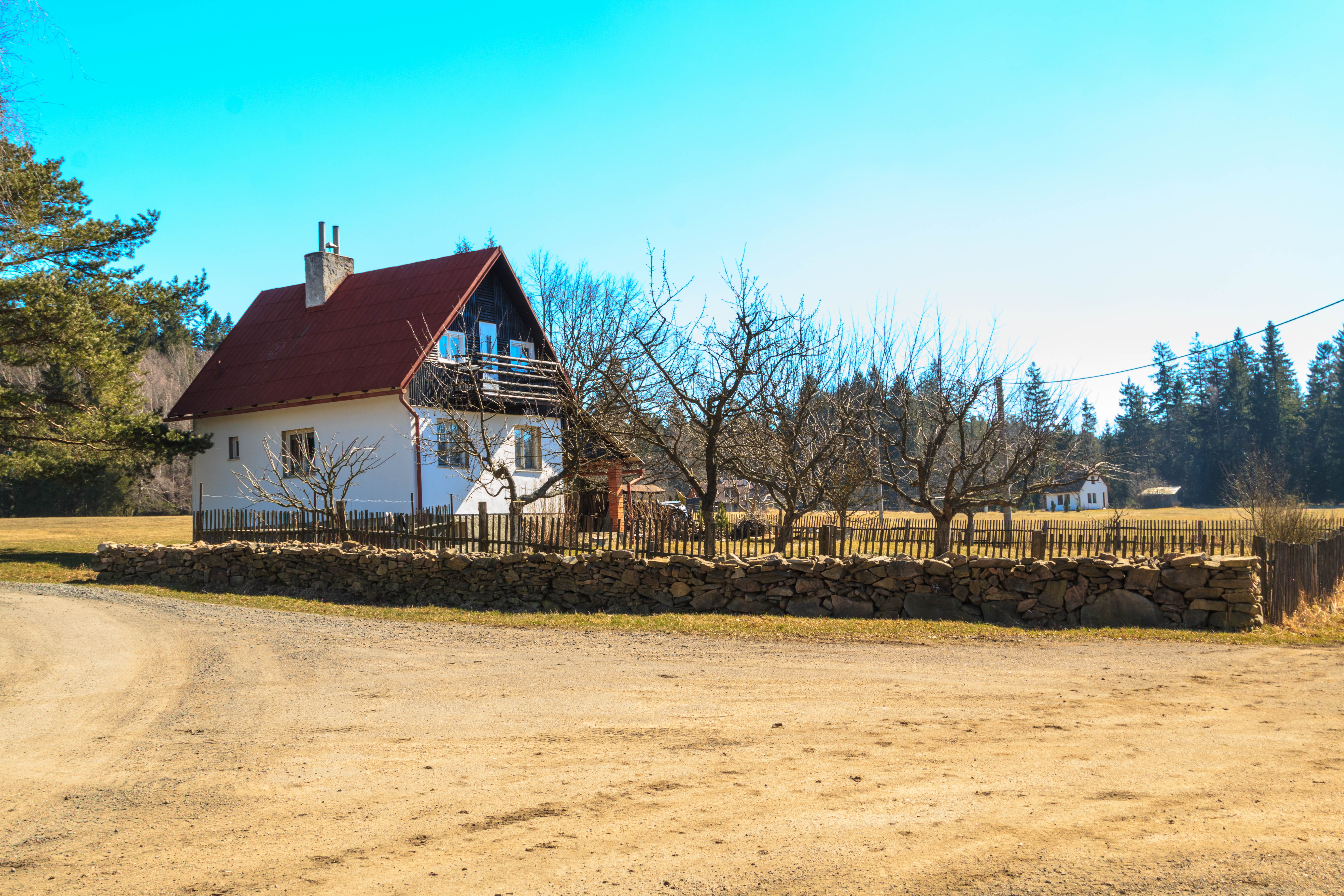
Martinice u Proseče - dům čp. 2